# 피아노 소나타 4번 (프로코피예프)
세르게이 프로코피예프 피아노 소나타 4번 다단조 Op. 29, D'après des vieux cahiers 또는 After Old Notebooks는 1917년에 작곡되어 이듬해 4월 17일 페트로그라드에서 작곡가 자신에 의해 초연되었다. 이 작품은 1913년 자살한 프로코피예프의 친구 막시밀리안 슈미트호프에게 헌정되었다.

## 악장
1. 알레그로 몰토 소스테누토
2. 안단테 아사이
3. 알레그로 콘 브리오, 마논 레기에로